# Lillemer
Lillemer (bret. Enez-Veur) – miejscowość i gmina we Francji, w regionie Bretania, w departamencie Ille-et-Vilaine.
Według danych na rok 1990 gminę zamieszkiwało 225 osób, a gęstość zaludnienia wynosiła 60 osób/km² (wśród 1269 gmin Bretanii Lillemer plasuje się na 980. miejscu pod względem liczby ludności, natomiast pod względem powierzchni na miejscu 1051.).